# Orsans (Doubs)
Pour les articles homonymes, voir Orsans.
Ne doit pas être confondu avec Ornans.
Orsans est une commune française située dans le département du Doubs, la région culturelle et historique de Franche-Comté et la région administrative Bourgogne-Franche-Comté.

## Géographie
Situé au nord du canton de Vercel-Villedieu-le-Camp, de part et d'autre de la RD 50 à mi-chemin entre Baume-les-Dames et Valdahon (environ 17 km), le village d'Orsans est établi dans la vallée de l'Audeux qui traverse la commune du sud vers le nord-ouest.

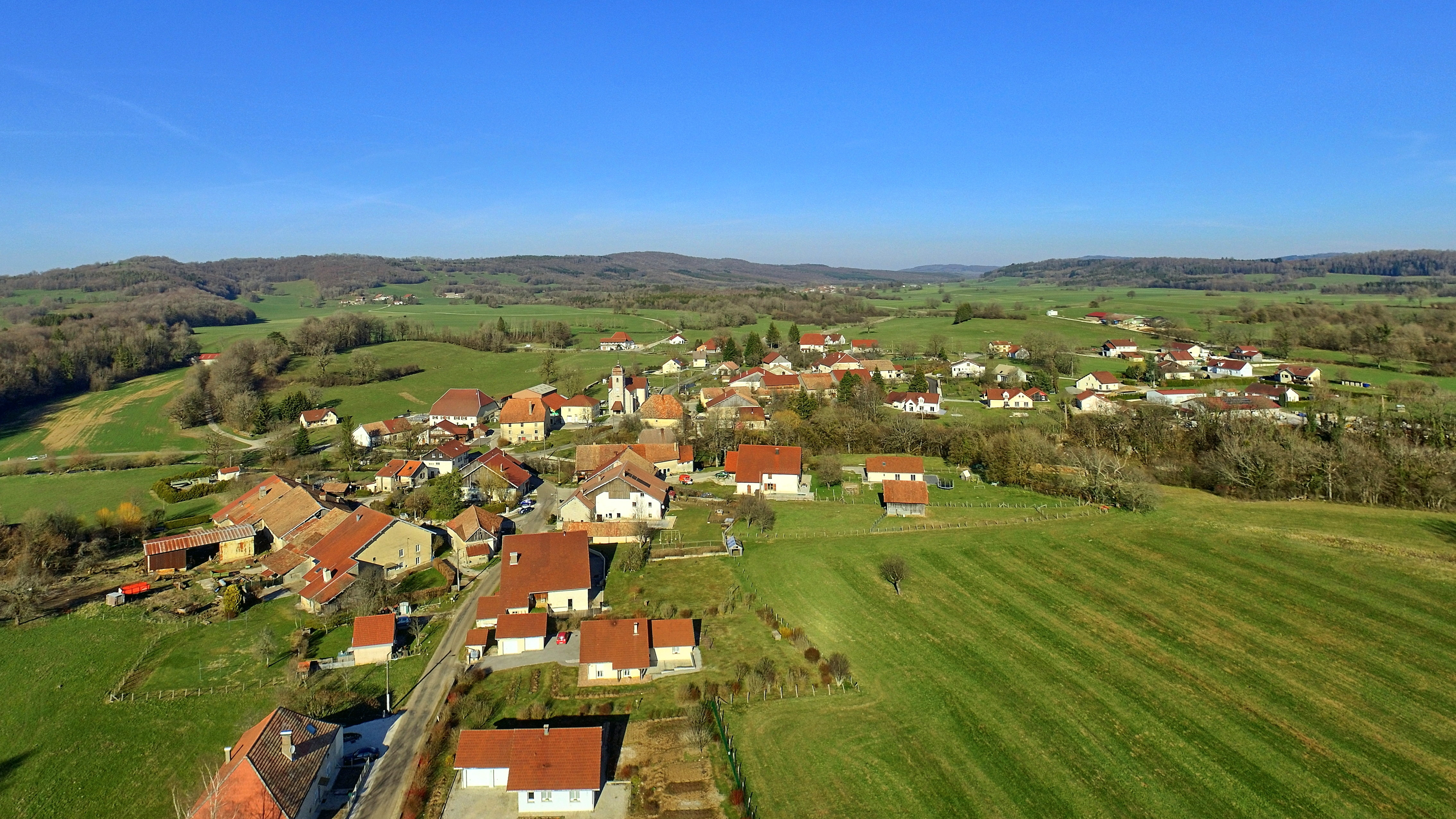
Vue générale du village dans la vallée de l'Audeux.

### Toponymie
Ossens en 1044 ; Oussans en 1103 ; Oursans en 1137 ; Osens en 1177 ; Ossans en 1294 ; Orsans en 1302 ; Orsan au XVe siècle : Orssans, Ourssans en 1547.

### Climat
Pour des articles plus généraux, voir Climat de la Bourgogne-Franche-Comté et Climat du Doubs.
En 2010, le climat de la commune est de type climat de montagne, selon une étude du Centre national de la recherche scientifique s'appuyant sur une série de données couvrant la période 1971-2000. En 2020, Météo-France publie une typologie des climats de la France métropolitaine dans laquelle la commune est dans une zone de transition entre le climat semi-continental et le climat de montagne et est dans la région climatique  Jura, caractérisée par une forte pluviométrie en toutes saisons (1 000 à 1 500 mm/an), des hivers rigoureux et un ensoleillement médiocre. 
Pour la période 1971-2000, la température annuelle moyenne est de 9 °C, avec une amplitude thermique annuelle de 17 °C. Le cumul annuel moyen de précipitations est de 1 265 mm, avec 12,8 jours de précipitations en janvier et 10,6 jours en juillet. Pour la période 1991-2020, la température moyenne annuelle observée sur la station météorologique de Météo-France la plus proche, « Adam-lès-Vercel », sur la commune d'Adam-lès-Vercel à 9 km à vol d'oiseau, est de 9,8 °C et le cumul annuel moyen de précipitations est de 1 510,7 mm. 
La température maximale relevée sur cette station est de 38,4 °C, atteinte le 24 juillet 2019 ; la température minimale est de −22,9 °C, atteinte le 2 mars 2005,,. 
Les paramètres climatiques de la commune ont été estimés pour le milieu du siècle (2041-2070) selon différents scénarios d'émission de gaz à effet de serre à partir des nouvelles projections climatiques de référence DRIAS-2020. Ils sont consultables sur un site dédié publié par Météo-France en novembre 2022.

## Urbanisme

### Typologie
Au 1er janvier 2024, Orsans est catégorisée commune rurale à habitat dispersé, selon la nouvelle grille communale de densité à 7 niveaux définie par l'Insee en 2022.
Elle est située hors unité urbaine. Par ailleurs la commune fait partie de l'aire d'attraction de Besançon, dont elle est une commune de la couronne,. Cette aire, qui regroupe 310 communes, est catégorisée dans les aires de 200 000 à moins de 700 000 habitants,.

### Occupation des sols
L'occupation des sols de la commune, telle qu'elle ressort de la base de données européenne d’occupation biophysique des sols Corine Land Cover (CLC), est marquée par l'importance des territoires agricoles (63,3 % en 2018), une proportion identique à celle de 1990 (63,3 %). La répartition détaillée en 2018 est la suivante : 
zones agricoles hétérogènes (42,3 %), forêts (36,7 %), prairies (21 %). L'évolution de l’occupation des sols de la commune et de ses infrastructures peut être observée sur les différentes représentations cartographiques du territoire : la carte de Cassini (XVIIIe siècle), la carte d'état-major (1820-1866) et les cartes ou photos aériennes de l'IGN pour la période actuelle (1950 à aujourd'hui).

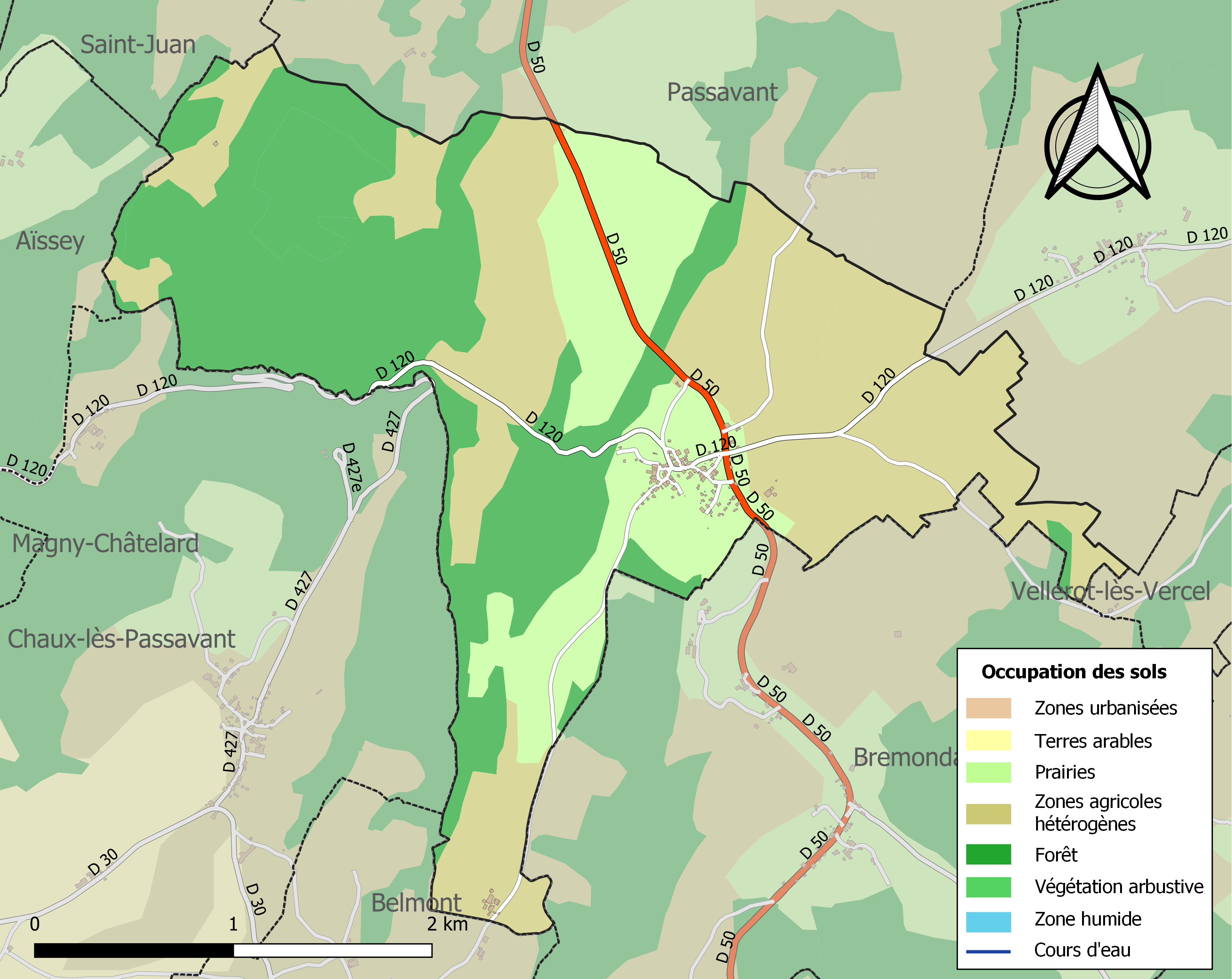
Carte des infrastructures et de l'occupation des sols de la commune en 2018 (CLC).

## Histoire
La maison d'Orsans tire son nom d'une châtellenie qui était située dans le bailliage de Baume-les-Dames. Le plus ancien connu est Hugues d'Orsans dit Huguenin le Buson. En 1308, il assistait à la remise à Jean d'Oiselet de la garde de la forteresse de Châteauvillain des mains de Gaucher de Commercy qui la tenait en fief de Jean de Châlon.
Guillaume d'Orsans, le 16 août 1370, se voyait remettre le château de Miécourt par Jean de Vienne en reconnaissance de ses services en plus du fief de Pleujouse, de divers biens à Courtedoux et Fregiécourt ainsi que des droits sur les dîmes et les revenus de  Cernay. Le 11 septembre 1378, il avait l'honneur d'être choisi comme servant de l'évêque de Bâle lors de l'engagement de Vendlincourt par Jean de Vienne envers Simon de Saint-Aubin, si bien qu'en 1381 l'évêque lui donnait les tailles de Delémont. Le 11 octobre 1393, c'est au tour de Conrad Munch, évêque de Bâle de confirmer les fiefs de Delémont, Soyhières et du château du Schlossberg.
Plusieurs des seigneurs d'Orsans ont été inhumés dans l'abbaye de la Grace-Dieu, d'autres dans la chapelle de Sainte Catherine à l'église de Vercel, d'autres encore dans l'église de Saint Jean-Baptiste de Besançon et aussi en la maison d'Orsans où il y avait un sépulcre de famille. Les seigneurs d'Orsans était investis de l'Office de maréchal de l'Archevêché depuis 1435. À cette fonction était attaché le droit d'avoir une sépulture au parvis de la cathédrale de Saint Étienne à Besançon. C'est Jean de la Rochetaillée, archevêque de Besançon qui en remet le titre à Renaud d'Orsans. Jean et Antoine d'Orsans vendirent cet office en 1547 à Nicolas Perrenot de Granvelle, chancelier de l'Empereur Charles Quint.
Ils furent reçus quinze fois dans la confrérie des chevaliers de Saint Georges, depuis Simon d'Orsans en 1449 et jusqu'à Marc-Antoine d'Orsans en 1652. La maison d'Orsans s'éteindra avec le mariage d’Élisabeth d'Orsans et de Charles de Tréchateau, marquis du Chatelet. Ils s'établirent à Besançon. Charles devenu veuf hérita de la seigneurie d'Orsans, il mourut le 6 août 1696, son corps fut inhumé dans une de ses terres et son cœur dans l'église de Saint Jean-Baptiste à Besançon.
Le blason de la famille était : d'argent au sautoir de gueules, couronné d'or ; timbre un griffon d'or tenant un dard de même. Les alliances étaient Roulans, Voifey, Quingey, Dompré, Vaudrey, Marmier, Bougne, Achey, Chauvirey, Vellefaux, Lantenne, Leugne, Cléron, Oiselet, Cusance, la Palut, Pierre-Fontaine, Montjoie, Tuilli et Chatelet,.

Armes de la famille d'Orsans : « d'argent au sautoir de gueules ».

## Politique et administration
| Période  | Période  | Identité           | Étiquette | Qualité |
| -------- | -------- | ------------------ | --------- | ------- |
| 2001     | 2008     | Gilbert Ferniot    |           |         |
| 2008     | mai 2020 | Guy Parola         | DVD       | Ouvrier |
| mai 2020 | En cours | Philippe Brisebard |           |         |

## Démographie
L'évolution du nombre d'habitants est connue à travers les recensements de la population effectués dans la commune depuis 1793. Pour les communes de moins de 10 000 habitants, une enquête de recensement portant sur toute la population est réalisée tous les cinq ans, les populations de référence des années intermédiaires étant quant à elles estimées par interpolation ou extrapolation. Pour la commune, le premier recensement exhaustif entrant dans le cadre du nouveau dispositif a été réalisé en 2006.

En 2022, la commune comptait 179 habitants, en évolution de +9,15 % par rapport à 2016 (Doubs : +1,88 %, France hors Mayotte : +2,11 %).
| 1793 | 1800 | 1806 | 1821 | 1831 | 1836 | 1841 | 1846 | 1851 |
| ---- | ---- | ---- | ---- | ---- | ---- | ---- | ---- | ---- |
| 280  | 215  | 287  | 317  | 315  | 336  | 312  | 325  | 281  |

| 1856 | 1861 | 1866 | 1872 | 1876 | 1881 | 1886 | 1891 | 1896 |
| ---- | ---- | ---- | ---- | ---- | ---- | ---- | ---- | ---- |
| 246  | 277  | 303  | 279  | 284  | 289  | 293  | 288  | 243  |

| 1901 | 1906 | 1911 | 1921 | 1926 | 1931 | 1936 | 1946 | 1954 |
| ---- | ---- | ---- | ---- | ---- | ---- | ---- | ---- | ---- |
| 250  | 221  | 207  | 177  | 173  | 169  | 160  | 164  | 178  |

| 1962 | 1968 | 1975 | 1982 | 1990 | 1999 | 2006 | 2011 | 2016 |
| ---- | ---- | ---- | ---- | ---- | ---- | ---- | ---- | ---- |
| 141  | 129  | 112  | 116  | 102  | 125  | 151  | 162  | 164  |

| 2021 | 2022 | - | - | - | - | - | - | - |
| ---- | ---- | - | - | - | - | - | - | - |
| 174  | 179  | - | - | - | - | - | - | - |

Au recensement de 1657, on compte 176 habitants dans 36 ménages. On trouve des Grosperrin, Beuretheret, Tripard, Lorioz, Cornuel, Roussel, Marmet, Mathey, Parigot, Ravier, Chappoy, Pargauld, Bapusot, Badoz, Fleurot, Boissenin, Sarrazin, Latie, Bonnot, Voinot, Julian, Barret, Bernard, Deschamps, Andrey, Lyme, Crusset, Gaulard, Felix, Grivet.

## Culture locale et patrimoine

### Lieux et monuments
Orsans est un petit village comtois typique avec :
- Ses grandes fermes comtoises traditionnelles, dont quelques-unes avec tuyé.
- L'église avec clocher à dôme à impériale (clocher comtois traditionnel) bâtie entre 1759 et 1761 à la place d'une chapelle qui existait déjà au XIe siècle.
- Une magnifique fontaine-abreuvoir restaurée au centre du village.
- La mairie qui date du XVIIIe siècle a été édifié sur l'ancien palais de justice du bailliage d'Ornans.
- L'Audeux avec ses gorges et cascades et les vestiges des anciens moulins.

Le village est encore connu pour son fameux bar « La Joconde », aujourd'hui fermé.

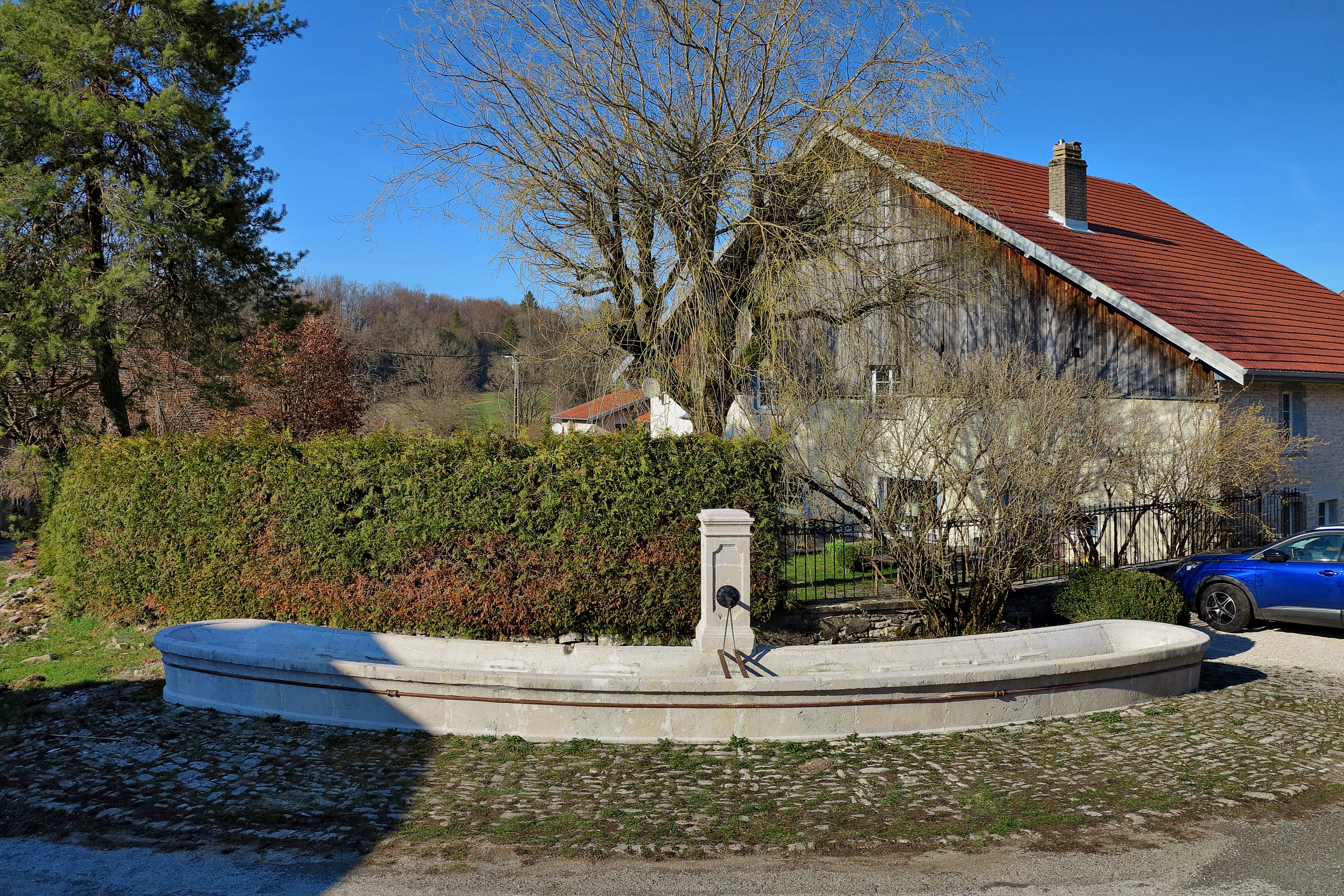
La fontaine-abreuvoir restaurée.
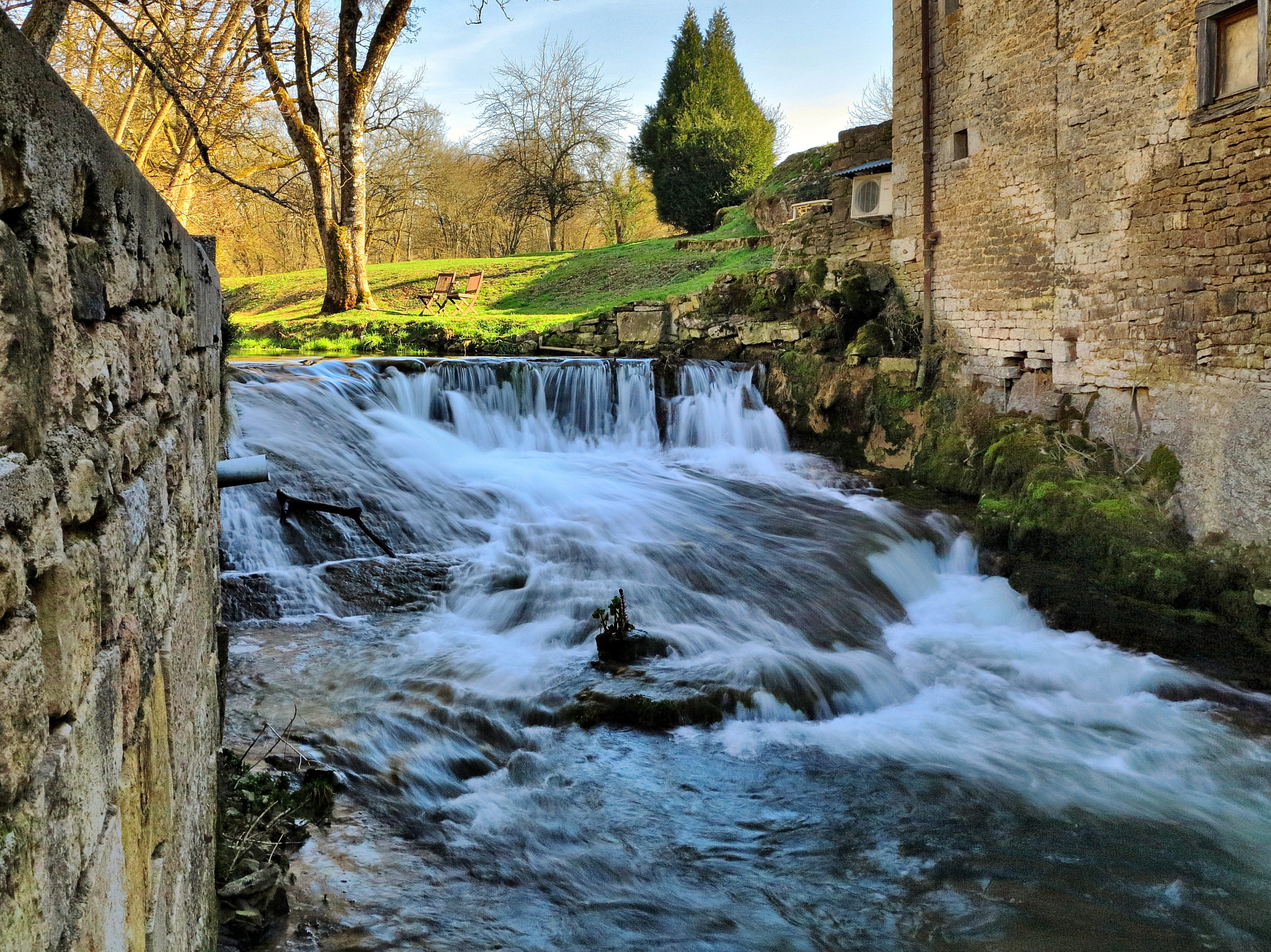
Le barrage de l'ancien moulin sur l'Audeux.
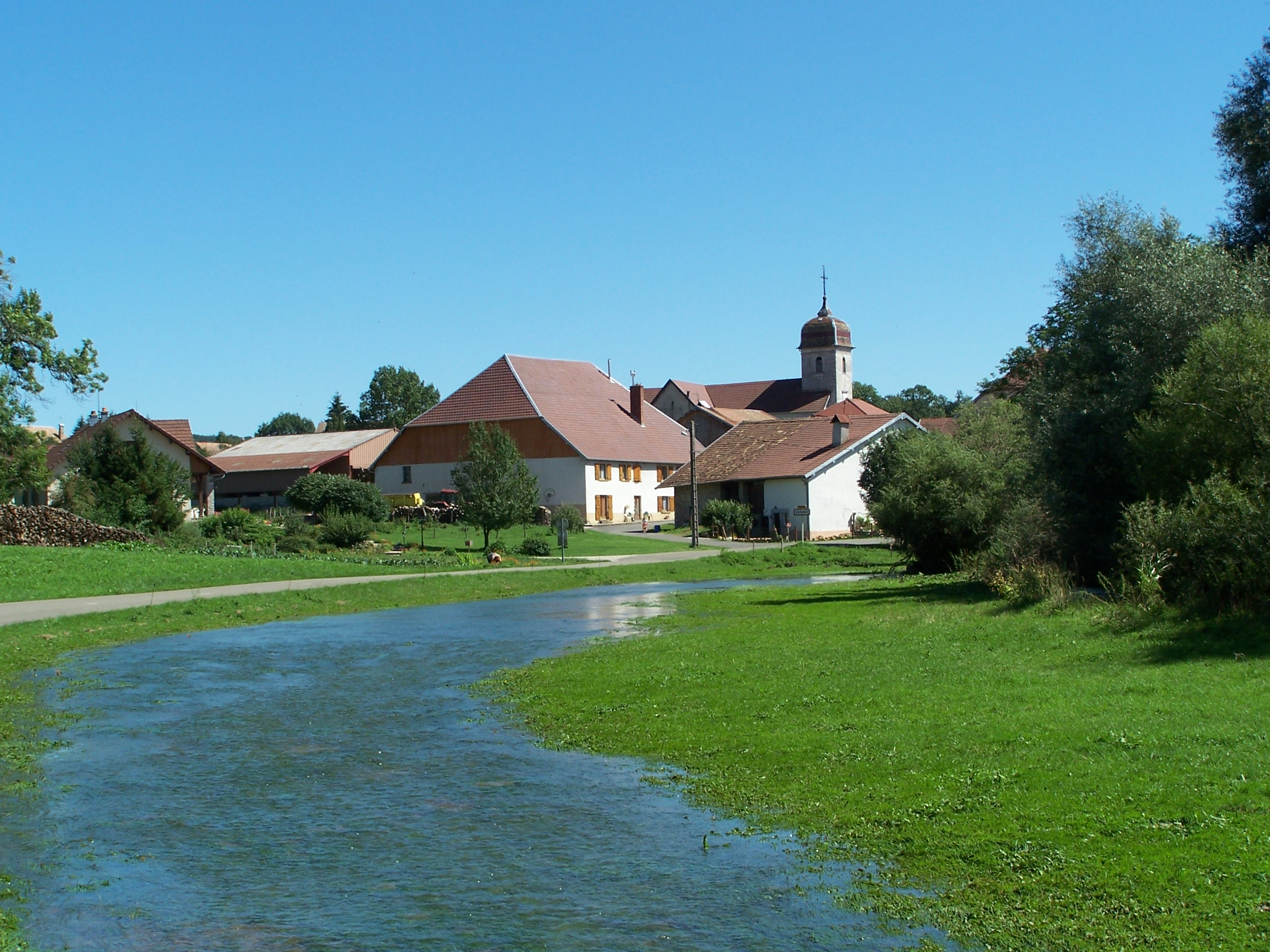
Vue sur l'entrée d'Orsans, en venant de la Grâce-Dieu.
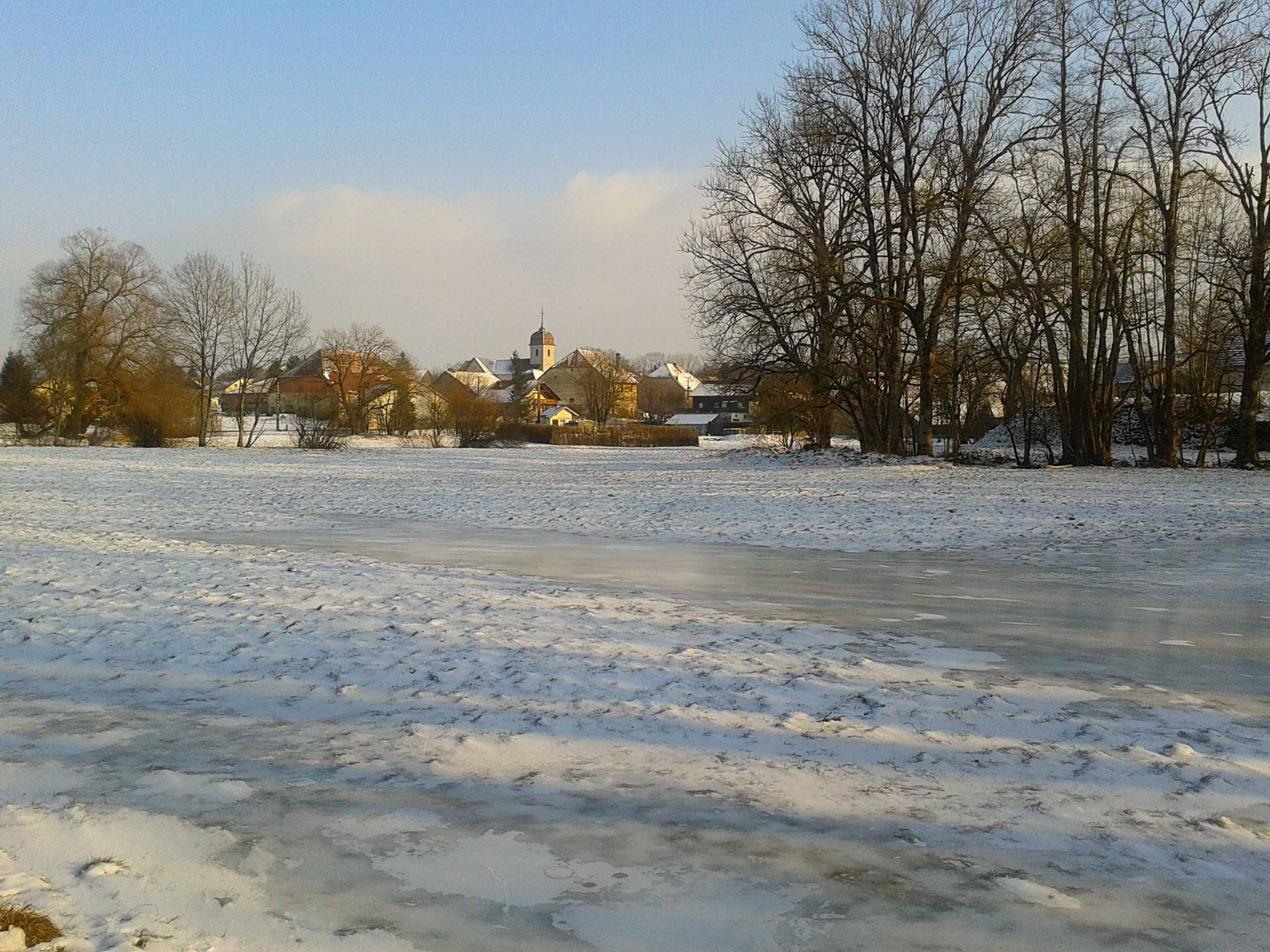
Vue du village en février 2012.
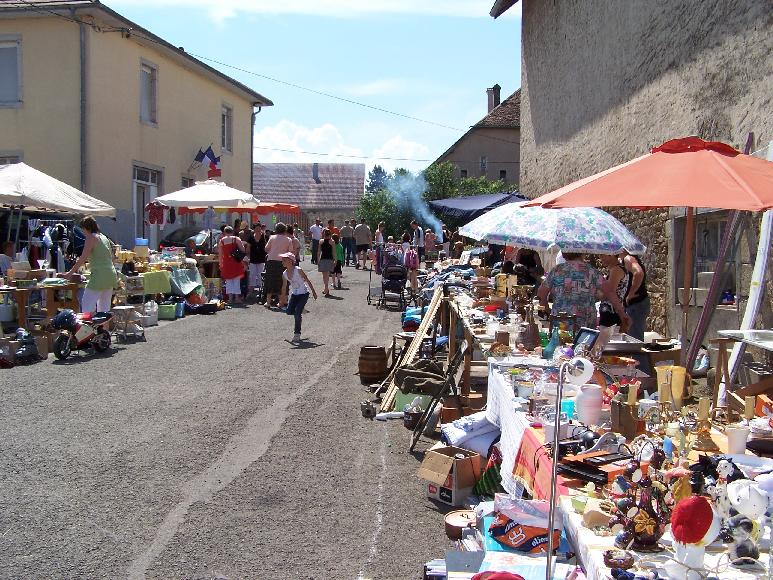
Premier vide grenier en juin 2008, centre du village.

### Évènements
- La deuxième édition du vide-greniers a eu lieu le dimanche 28 juin 2009.
- L'édition de 2010 du vide-greniers d'Orsans a lieu le dimanche 13 juin 2010.

## Héraldique
| Blason de Orsans (Doubs) | Blason  | De gueules au sautoir d'argent.                                                                    |
| Blason de Orsans (Doubs) | Détails | Blason de la cité connue depuis 1630 recensé dans l'armorial des villes et bourgs de Franche-Comté |

## Sources
- Roglo, d'Orsans